# Pasquale Baylón
Pasquale (Pascual) Baylón Yubero (Torrehermosa, 16 maggio 1540 – Villarreal, 17 maggio 1592) è stato un religioso e mistico spagnolo dell'Ordine dei Frati Minori Alcantarini, proclamato santo da papa Alessandro VIII nel 1690.

## Biografia
Pasquale (in spagnolo Pasqual) Baylón nacque il 16 maggio 1540 a Torrehermosa, in Aragona, Spagna. Il suo nome deriva dal fatto che nacque nel giorno di Pentecoste, chiamato "Pascua rosada". Cresciuto in una famiglia povera ma profondamente cristiana, sin dall'infanzia si distinse per la sua pietà e devozione. Dovette lavorare fin da piccolo come pastore e, pur non ricevendo un’istruzione formale, si dedicò alla preghiera e all’approfondimento della fede. A 18 anni chiese di entrare nell’Ordine Francescano, ma fu inizialmente rifiutato. Continuò però a lavorare presso un proprietario terriero, Martino Garcia, che gli permise di frequentare i Francescani di Monforte del Cid. Nel 1564, fu finalmente ammesso tra i Frati Minori Alcantarini e un anno dopo emise la professione religiosa. All'interno dell'Ordine si distinse per umiltà e spirito di sacrificio, svolgendo mansioni semplici come portinaio e questuante. Era noto per la sua profonda devozione all’Eucaristia, tanto da essere considerato un mistico del Sacramento.
Fu un modello di vita religiosa e si dedicò con fervore alla preghiera e alla penitenza.
Nel 1576, per ordine del suo superiore, si recò in Francia per consegnare un messaggio al Ministro generale dell'Ordine. Durante il viaggio subì insulti e minacce da parte dei calvinisti, rischiando la vita a Orléans dopo una disputa teologica sull’Eucaristia. Tornato in Spagna, redasse un piccolo libro di sentenze che riassumeva il pensiero cattolico sulla Presenza Reale di Cristo nell’Eucaristia e l’autorità del Papa.
Non ci sono prove storiche concrete che attestino che abbia vissuto a Torino. La leggenda narra che svolse apostolato presso la Parrocchia di San Tommaso. Lì consigliava alle penitenti un rimedio per ridare vigore ai mariti: un uovo sbattuto con zucchero e vino. Questo lo ha reso, secondo la tradizione, l'inventore dello zabaione: la sua ricetta divenne popolare tra le donne torinesi, e il suo nome, abbreviato in dialetto in San Bajon, avrebbe dato origine al termine della famosa crema.
Passò gli ultimi tre anni di vita nel convento di Villareal, vicino Valencia, continuando il suo servizio con umiltà. Morì il 17 maggio 1592, un giorno dopo aver compiuto 52 anni, sempre nel giorno di Pentecoste. Fu canonizzato da Papa Alessandro VIII nel 1690 e proclamato patrono dei congressi eucaristici da Papa Leone XIII.
Le sue spoglie furono profanate durante la guerra civile spagnola (1936-1939) e in parte disperse; alcune reliquie, però, furono recuperate e nel 1952 restituite alla comunità.

## Culto
San Pasquale Baylón è venerato in tutto il mondo, con particolare devozione in Spagna e in Italia. È considerato protettore dei cuochi e delle donne in cerca di marito. Ciò che è rimasto del suo corpo è conservato nella chiesa dell’ex convento di Villarreal, dove molti fedeli si recano in pellegrinaggio per chiedere la sua intercessione. Dal 1917 è il patrono di questa città.
A Napoli e in tutta la Campania, il santo è venerato anche perché tradizionalmente le donne in cerca di marito si rivolgono a lui con una speciale preghiera in dialetto. Questa usanza popolare è molto diffusa nella regione: «San Pasquale Baylonne, protettore delle donne, fammi trovare marito, bianco, rosso e colorito, come te, tale quale, o glorioso san Pasquale.»
San Pascual Baylon è uno dei tre santi della città di Obando, nelle Filippine. La città è famosa per la sua danza della fertilità, che le coppie sperano aiuti a concepire un figlio. Ogni anno dal 17 al 19 maggio, persone da tutta la nazione partecipano a messe, processioni danzanti e preghiere frenetiche nella chiesa. Alcuni lo fanno per adempiere a un voto o per ringraziare per figli nati grazie a questa intercessione, mentre altri vi arrivano sperando di ricevere la stessa grazia. Il suo nome potrebbe essere stato scelto perché suona come la parola baile che in lingua spagnola significa danza.
Nel borgo umbertino di Taranto è situato un importante luogo di culto. All'interno della chiesa sono conservate opere d'arte significative, tra cui una tela raffigurante l'estasi di San Pasquale Baylón, attribuita a Francesco Carella.
Anche Nocera Superiore, provincia di Salerno, celebra il santo con una serie di eventi religiosi e culturali di grande rilievo. Tra questi spicca il Concorso Internazionale dei Madonnari, che attira artisti da tutto il mondo, trasformando le strade della città in una galleria d'arte a cielo aperto. Durante le celebrazioni, si svolge una solenne processione in onore di San Pasquale Baylón, durante la quale viene esposta alla venerazione dei fedeli un'antica statua del XVII secolo raffigurante il santo. La festa è caratterizzata da una forte partecipazione popolare e da una combinazione di fede, arte e tradizione, rendendo Nocera Superiore un punto di riferimento per devoti e appassionati d'arte durante il mese di maggio. 
Ad Acquaviva Collecroce, in provincia di Campobasso, si conserva un'artistica statua in cartapesta del santo, venerata annualmente con una solenne processione.

## Iconografia
San Pasquale è spesso raffigurato nell'atto di adorare il Santissimo Sacramento esposto nell'ostensorio. Nell'iconografia, talvolta appare insieme a San Pietro d'Alcántara, inginocchiato ai piedi della Madonna del Pozzo. Questa rappresentazione è legata alla devozione promossa dai Frati Minori Alcantarini a partire dalla metà del Settecento, particolarmente nel sud Italia. Associando i due principali santi della loro tradizione alla Vergine, contribuirono a diffondere il culto della Madonna del Pozzo nelle aree in cui erano presenti.